# Szmuel Lejb Sznajderman
Szmuel Lejb Sznajderman, po 1940 r. Shmuel Leib Shneiderman albo Samuel Leib Shneiderman (ur. 15 czerwca 1906 w Kazimierzu Dolnym, zm. 8 października 1996 w Tel Awiwie) – żydowski pisarz, dziennikarz, eseista, reporter, korespondent prasowy, tłumacz i poeta piszący w jidysz.

## Życiorys
Urodził się 15 czerwca 1906 r. w Kazimierzu Dolnym jako syn Abrahama Sznajdermana i Chany z domu Mandelbaum, w rodzinie tradycyjnej i niezasymilowanej. Uczył się równocześnie w chederze i świeckiej polskiej szkole podstawowej. Maturę zdał w żydowskim gimnazjum w Radomiu, a następnie studiował na Uniwersytecie Warszawskim dziennikarstwo. Jako poeta debiutował w 1923 r. w czasopiśmie syjonistycznym, wydawanym w jidysz – „Kulturze Robotniczej”. W 1927 r. opublikował pierwszy tom wierszy Goldene Feigel (pol. Złociste ptaki) i zatrudnił się w redakcji „Trybuny Akademickiej”, a w 1934 r. opublikował swój ostatni tomik Feiren in Shtodt (pol. Ognie w mieście). W latach 1920. Sznajderman tłumaczył na jidysz utwory nie tylko J. Tuwima, B. Jasieńskiego, J. Kadena-Bandrowskiego, A. Sterna, A. Ważyka, K. Wierzyńskiego, ale także prowadził wywiady z W. Berentem, Z. Nałkowską, S. Przybyszewskim, K. Szymanowskim, A. Zelwerowiczem, co czyniło go pionierem łączenia środowisk kulturalnych – polskiego i żydowskiego.
Od 1931 r. był korespondentem polskiej prasy żydowskiej w Paryżu (m.in. „Naszego Przeglądu”, „Chwili” i „Nowego Dziennika”), czego owocem był m.in. zbiór reportaży Zvishn Nalevkes un Eifel-Turm (pol. Między Nalewkami a wieżą Eifla). W 1936 r. wrócił do Polski, by relacjonować proces po pogromie w Przytyku, ale po wybuchu wojny domowej w Hiszpanii znów wyjechał, tym razem by opisywać działania zbrojne w pozostającej pod kontrolą legalnego rządu części Hiszpanii dla gazet „Hajnt” i „Nasz Przegląd”. W Hiszpanii zależało mu na pokazaniu entuzjazmu dla socjalistycznej rewolucji. Wyjazd przyniósł mu rozpoznawalność, zyskał też miano pierwszego żydowskiego reportera wojennego. Efektem wyjazdu była także książka Krig in Szpanien (pol. Wojna w Hiszpanii).
W latach 1938–1939 był korespondentem w Południowej Afryce, a także redaktorem „Afrikaner Jidisze Cajtung” w Johannesburgu, po czym wrócił do Paryża. W tym okresie spotykał się często z Tuwimem. Podczas II wojny światowej wraz z rodziną wyjechał do Nowego Jorku, zamieszkał też niedaleko Tuwima i zacieśnił z nim kontakty. W tym okresie Tuwim poprosił Sznajdermana o pomoc w rozpropagowaniu manifestu My, Żydzi polscy..., dawał mu też do oceny fragmenty Kwiatów polskich.
Po Zagładzie jako jeden z pierwszych żydowskich pisarzy przyjechał do Polski, pisząc cykl reportaży. Korespondencję z Polski pisał także w 1947 i 1948 r. Od 1949 r. dysponował obywatelstwem USA i pisał m.in. dla „The Reporter”, „The National Jewish Monthly”, „Hadassah”, „The New York Times Book Review”, „Jewish Frontier” i „The Forward”, także często o Polsce. Dodatkowo w 1947 r. wydał w Stanach Zjednoczonych anglojęzyczną książkę o początkach ustroju bolszewickiego w Polsce (Between Fear and Hope, pol. Między obawą a nadzieją). Kilka lat później wydał również reportaże z życia w Polsce w ciągu trzech lat po Październiku 1956 (The Warsaw Heresy, pol. Warszawska herezja).
W 1966 r. był scenarzystą filmu The Last Chapter o społeczności żydowskiej w Polsce przed Zagładą, a także napisaną w jidysz monografię Ilii Erenburga. W latach 1975–1978 sprawował funkcję przewodniczącego Yiddish PEN Center w Stanach Zjednoczonych. W 1994 r. przeniósł się do Izraela i zmarł 8 października 1996 r. Tel Awiwie.
Polskie tłumaczenie jego korespondencji z Hiszpanii ukazało się w 2021 r.
Żonaty od 1933 r. z Haliną (później Eileen) Szymin, którą poznał podczas studiów.